# Eleutherodactylus glandulifer
Eleutherodactylus glandulifer е вид земноводно от семейство Leptodactylidae. Видът е критично застрашен от изчезване.

## Разпространение
Разпространен е в Хаити.